# 容基耶尔 (奥德省)
容基耶尔（法語：Jonquières，法語發音：[ʒɔ̃kjɛʁ] ⓘ）是法国奥德省的一个市镇，属于纳博讷区。

## 地理
容基耶尔（43°2'24"N, 2°43'46"E）面积13.66 平方千米，位于法国奧克西塔尼大區奥德省，该省份为法国南部沿海省份，北起塔恩省，西北接上加龙省，西接阿列日省，南至东比利牛斯省，东临地中海，东北与埃罗省接壤。
与容基耶尔接壤的市镇（或旧市镇、城区）包括：阿尔巴斯、库斯图日、丰容库斯、圣洛朗-德拉卡布勒里斯、塔莱朗。

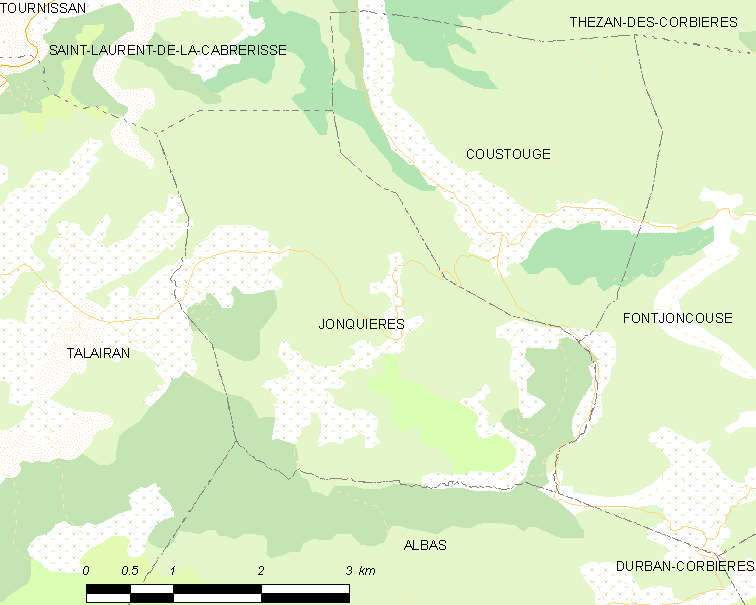
的OSM定位图

容基耶尔的时区为UTC+01:00、UTC+02:00（夏令时）。

## 行政
容基耶尔的邮政编码为11220，INSEE市镇编码为11176。

## 政治
容基耶尔所属的省级选区为莱科比耶尔县。

## 人口

1962-2008年间人口变化图示

容基耶尔于2022年1月1日时的人口数量为46人。